# Beretta M1935

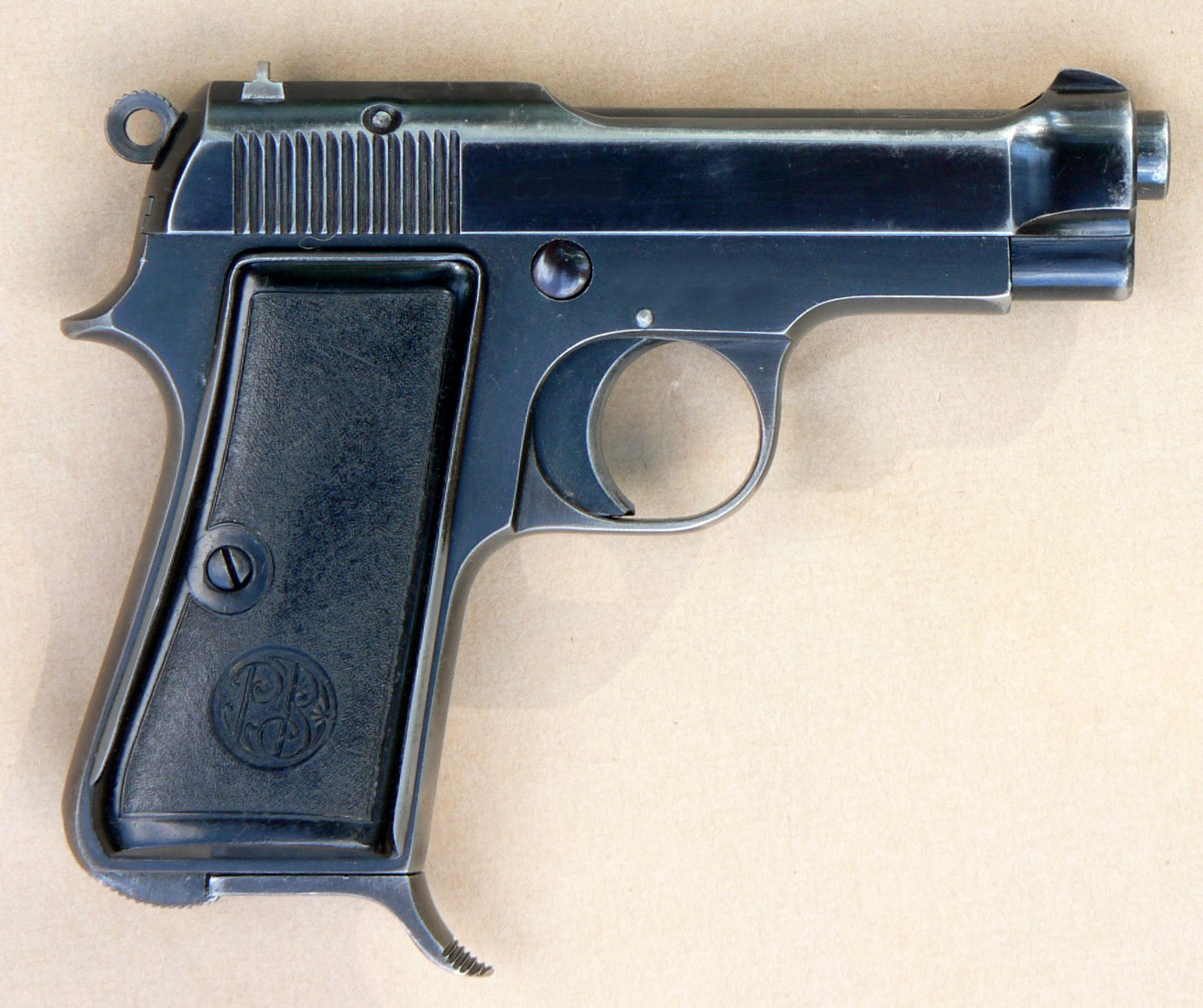
M1935 вид справа

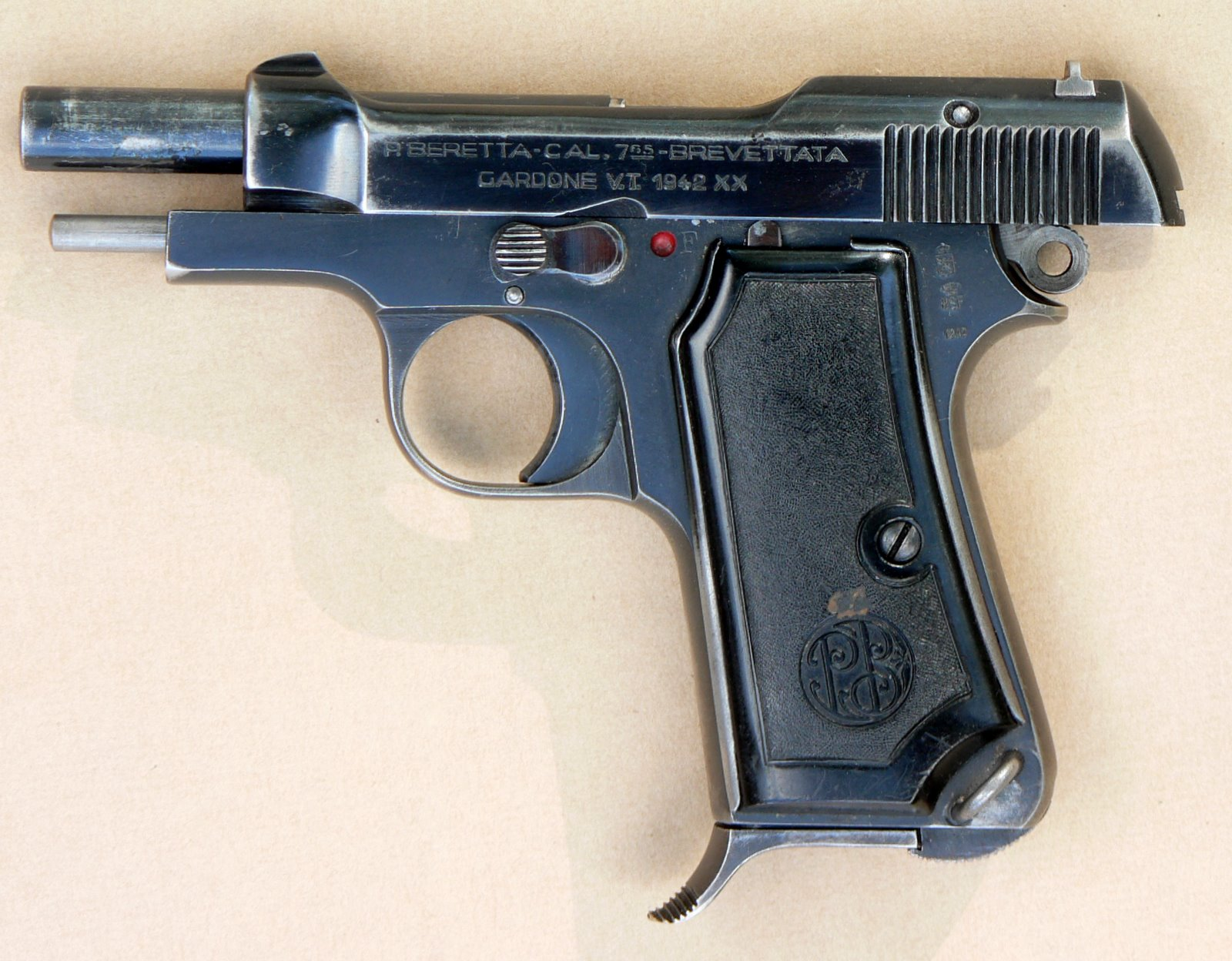
M1935 с открытым затвором

Beretta model 1935 — компактный пистолет под патрон 7,65×17 мм, разработанный и выпускавшийся фирмой «Беретта». Состоял на вооружении Итальянской армии. Всего с 1935 по 1967 год было произведено около 525.000 экземпляров.

## Устройство
Пистолет конструктивно аналогичен предыдущей модели M34, однако при этом стволы и затворы этих двух образцов не взаимозаменяемы. В некоторых источниках указывается, что «Модель 35» скорее является развитием предыдущей версии 1931 года.
Одной из причин появления данного образца при наличии вполне работоспособного M34 калибра 9×17 мм (.380 ACP) был запрет на гражданский оборот последнего как «боевого оружия».

## Серийные номера выпущенных
- 1935—1959 410000 — 923048
- 1962—1963 A10001 — A14130
- 1966—1967 H14131 — H14673

## Страны-эксплуатанты
- Италия — состоял на вооружении итальянских ВМС, ВВС, а также Королевского корпуса гвардии общественной безопасности.
- Финляндия — из заказанных в 1941 году 5000 М35 в конце того же года прибыли 1000 штук, в конце следующего 2093, а остальные 900 были заменены на М34. В 1951 году на вооружении всё ещё состояли 2091 М1935, большая часть которых к 1986 году была распродана на мировых оружейных рынках[2].
- Нацистская Германия — оружие, доставшееся после капитуляции Италии. Частично передано войскам Итальянской социальной республики.